# Kurt Wendlandt

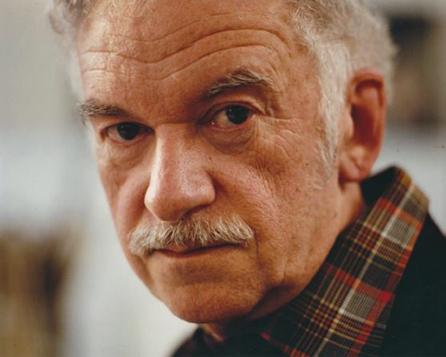
Kurt Wendlandt (1993)

Kurt Wendlandt (* 13. August 1917 in Wreschen; † 13. Februar 1998 in Berlin) war ein deutscher Kunstmaler, Grafiker, Autor und Buchillustrator. Sein Werk umfasst Gemälde, Zeichnungen, Plastiken, Fotogramme und Lichtgrafiken. Von Wendlandt illustrierte Bücher erschienen neben Deutschland auch in Großbritannien, den Niederlanden, Österreich, Schweden, der Schweiz und der DDR.

## Biografie
Kurt Wendlandt wurde als Sohn eines Geigers und einer Büroangestellten in Wreschen/Posen geboren. 1923 zog die Familie nach Berlin-Prenzlauer Berg, wo Wendlandt in einfachen Verhältnissen aufwuchs. Als Kind noch als Sängerknabe im Staats- und Domchor Berlin aktiv gewesen, widmete er sich jedoch als Jugendlicher mehr und mehr der Malerei. Ein Treffen mit Käthe Kollwitz 1935 hatte laut eigener Aussage einen großen Einfluss auf seine spätere Arbeit. Zwischen 1937 und 1943 studierte er an der Staatlichen Hochschule für Bildende Künste (Heute: Universität der Künste Berlin) bei Erik Richter und Gustav Hilbert. 1938 gewann Wendlandt den Berliner Weihnachtsmarktwettbewerb. Kurz darauf lehnte er ein von Hans Meid angebotenes Meisteratelier ab, um sich nicht als Illustrator festlegen zu lassen.
Wendlandt war von 1940 bis 1944 auf allen Großen Deutschen Kunstausstellungen in München vertreten. Je eines der Bilder erwarben Hitler, Goebbels und eine HJ-Gebietsführung, vier Albert Speer, darunter das Ölgemälde „Montagehalle eines Panzerwerks“.
Da er 1940 zum Wehrdienst eingezogen wurde, beschränkte sich sein Studium auf zeitweilige Studienurlaube zwischen den Kriegseinsätzen. Als Soldat in Holland wurde er bei einem Malwettbewerb mit dem 1. Preis für das Bild: „Der deutsche Soldat sieht Holland“ ausgezeichnet. Von 1940 bis 1942 pendelte er zwischen Berlin und Holland. 1943 wurde er zusammen mit seinen Kommilitonen von der Hochschule der Künste in das Protektorat Böhmen und Mähren evakuiert, wo er auch seine Malstudien fortsetzte. In der Folgezeit wurde er vermehrt als Soldat auch in der Sowjetunion eingesetzt, wo er angeschossen wurde und als Invalide in Kriegsgefangenschaft geriet. 1945 wurde er aus dieser entlassen.
Ab 1946 verdiente er sich seinen Lebensunterhalt hauptsächlich als Kopist alter Meister, Zeitungsillustrator und Porträtist. In dieser Zeit entstand auch ein Porträt des Dirigenten Sergiu Celibidache. Ab 1947 beschäftigte er sich intensiv mit der Farbenlehre, inspiriert durch seinen Mallehrer Hans Szym, einem Atelierschüler von Johann Walter-Kurau.
Zwischen 1950 und 1952 arbeitete er unter anderem im Werkstudio von Juro Kubicek. In dieser Zeit entwickelte Wendlandt erste Illustrationen für Kinderbücher, wie etwa 1954, als ihn der Droemer Knaur Verlag mit der Illustration des Buches „Die Lederstrumpf-Erzählungen“ beauftragte. Parallel dazu wurde Wendlandt zunehmend auch als Autor selbst aktiv. Zusammen mit seiner Frau Elfi verewigte er die Eindrücke ihrer gemeinsamen Reisen nach Jugoslawien in dem Kinderbuch „Elisa“ (1960), das auf der Insel Rab spielt.
Ab 1958 entwickelte Wendlandt erste Lichtgrafiken und Décollage sowie Leuchtbilder, diaphane Reliefs und plastische Leuchtwände. Er entdeckte als erster die Kombinationsmöglichkeit von Filmcollagen mit Plexiglas, welches farbige Raumvorstellungen ermöglicht. In dieser Zeit begegnete er auch dem Fotografen Heinz Hajek-Halke, woraus eine Freundschaft entstand. Hajek-Halke und Wendlandt gehörten zu der Avantgarde der Berliner Lichtgrafik-Szene der 1960er Jahre. 1961 hatte Wendlandt seine erste Lichtgrafikausstellung in der Galerie am Abend (einem Ausstellungsort in der damaligen Privatwohnung von Vera Ziegler) sowie im Rathaus Spandau.
Zwischen 1960 und 1963 war Wendlandt als Dozent für grafisches Gestalten an der TU Berlin tätig. Und illustrierte unter anderem das Kinderbuch „Märchen aus Tausendundeine Nacht“, das 1963 erschien.
Ein Thema, mit dem sich Wendlandt zu jener Zeit auseinandersetzte, waren die Auswirkungen des Menschen auf die Natur. Zusammen mit seiner Frau schrieb und illustrierte er „Fumo, der Rauchgeist“, ein Kinderbuch über die Umweltverschmutzung, welches 1962 erschien. Später wurde das Buch zum Film erweitert und vom Bayerischen Rundfunk im Fernsehen ausgestrahlt. „Akwarax“, ein zweites Buch über Umweltverschmutzung, entstand ebenfalls zu dieser Zeit.
Wendlandt suchte in dieser Zeit zunehmend Inspiration in fremden Kulturen und entwickelte den Zyklus „Exotische Liebesgeschichten“ der sich u. a. mit Genji Monogatari beschäftigt.
Gleichzeitig beschäftigte sich Wendlandt aber auch weiterhin intensiv mit Johann Wolfgang von Goethes und Wassily Kandinskys Gedanken über den Charakter der Farben sowie die moderne Farbenpsychologie von Max Lüscher. In dieser Zeit schrieb er erste Manuskriptteile des Farbenmärchens „Die drei Königreiche“, welches 1971 veröffentlicht wurde. Das Buch enthält ein Vorwort von Walter Scheel und in der Internationalen Ausgabe ein Geleitwort von Yehudi Menuhin.
Ein weiteres Interessensgebiet von Wendlandt war das Werk von Karlfried Graf Dürckheim, der ihn dazu einlud in der „Existentialpsychologische Bildungs- und Begegnungsstätte“ im Schwarzwald eine Ausstellung zu veranstalten.
Einen großen Einfluss auf Wendlandts künstlerisches Schaffen hatte die Auseinandersetzung mit Jean Gebsers Kulturanthropologie. Gebser erklärte sich zwar zu jeder Form der Zusammenarbeit bereit, starb aber kurze Zeit später im März 1973. Kurz darauf begann Wendlandt mit der ersten Fassung seiner „Gebser-Wand“ mit dem Titel „Die Entfaltung des Menschlichen Bewusstseins“. Ende der 1980er Jahre beendete Wendlandt die Arbeit an der Wand. Die Internationale Gebser Gesellschaft lud ihn zum Symposium ein und betraute ihn mit einem Referat. 1988 stellte er die Wand in der Zitadelle Spandau aus. 1997, ein Jahr vor seinem Tod, schenkte er ihr die Wand.

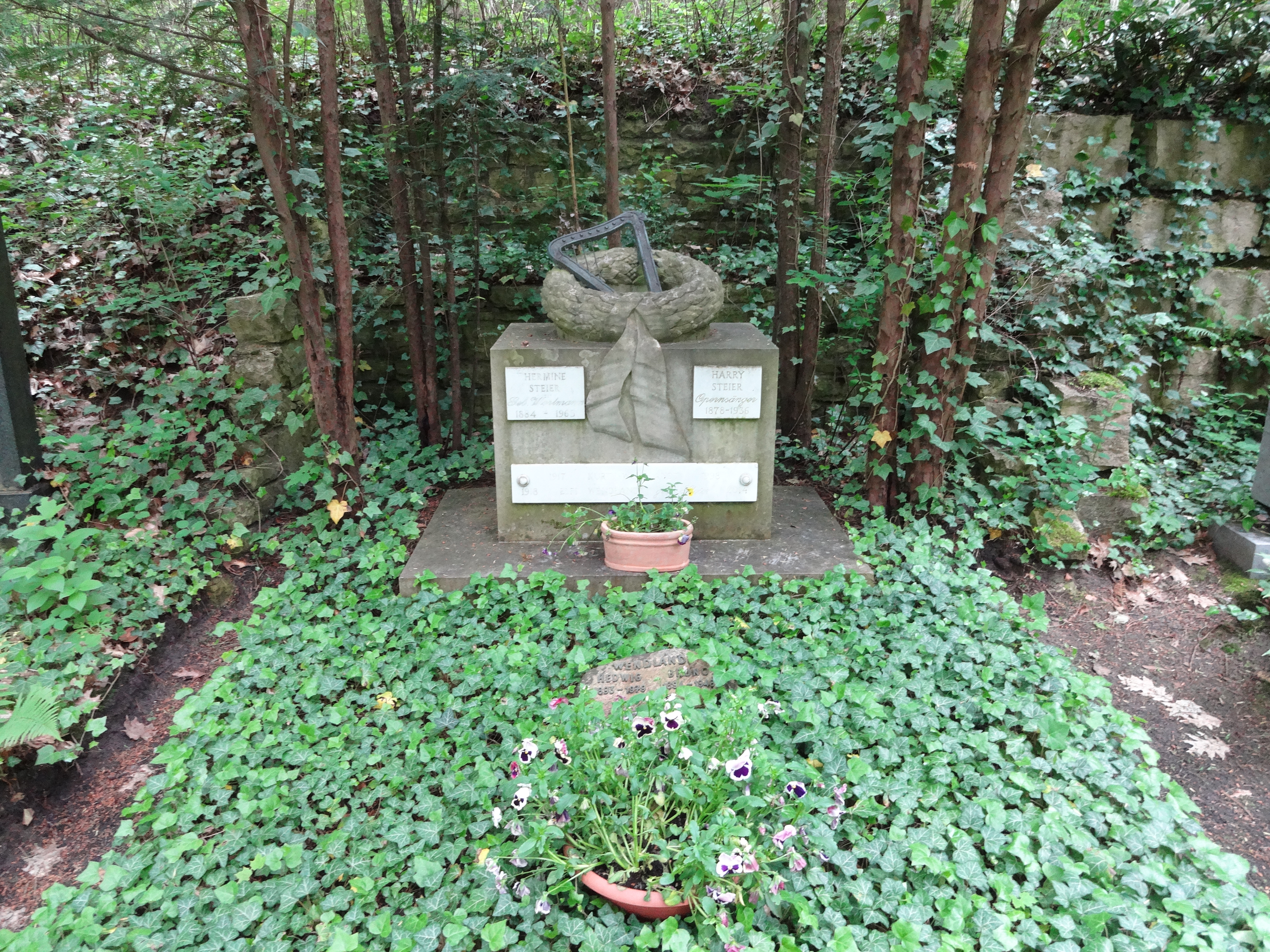
Letzte Ruhestätte von Kurt Wendlandt ist das Grab der Familie Steier/Wendlandt auf dem Friedhof Heerstraße in Berlin-Westend.

Kurt Wendlandt starb im Februar 1998 im Alter von 80 Jahren in Berlin. Beigesetzt wurde er im gemeinsamen Grab seiner Schwiegereltern und Eltern auf dem landeseigenen Friedhof Heerstraße in Charlottenburg im heutigen Ortsteil Berlin-Westend (Grablage: 12-B-19/20). Ein Inschriftenband aus Marmor am Grabpostament des Schwiegervaters Harry Steier erinnert an Kurt Wendlandt.
Der Nachlass von Wendlandt befindet sich unter anderem im Besitz der Berlinischen Galerie, des Kunstmuseums Moritzburg in Halle, des Sprengel Museum Hannover und der Zitadelle Spandau, sowie in Privatbesitz in und außerhalb Europas.

## Privates
Wendlandt ehelichte 1942 seine Studienkollegin Elfi Steier, die Tochter des Opernsängers Harry Steier. Die beiden blieben bis zum Tod Wendlandts verheiratet und hatten drei Kinder.

## Ausstellungen (Auswahl)
- 1942–44: Große Deutsche Kunstausstellung Haus der Kunst, München
- 1961: Retrospektive Rathaus Spandau, Berlin
- 1961: Reflexe und Reflexionen Galerie am Abend, Berlin
- 1965: A 65 Amsterdam-Berlin-Frankfurt Haus des Deutschen Kunsthandwerks, Frankfurt am Main
- 1968: Vom fototechnischen Experiment zur Neuen Figuration Galerie Clarissa, Hannover
- 1968: Foto-Grafik, Sammlung Clarissa Museum August Kestner, Hannover
- 1968: Sühnezeichen Aarhus, Kopenhagen
- 1969: Lichtgrafik Haus am Lützowplatz, Berlin
- 1969: Foto 69 Rhodes National Gallery, Salisbury (heute: National Gallery of Zimbabwe), Harare
- 1970: Artes gráficas aplicadas à fotografia de Kurt Wendlandt Goethe-Institut, São Paulo und Rio de Janeiro
- 1972: Zyklus OSSIAN Lottehaus, Wetzlar
- 1973: Akzente und Kontraste Kunstforum Ostdeutsche Galerie, Regensburg
- 1974: Existenzialpsychologische Bildungs- u. Begegnungsstätte, Todtmoos
- 1975: OSSIANS Gesänge Galerie Gombert & Meyer, Berlin
- 1976: Lichtgrafik, Goethe-Institut, Paris
- 1976: La VII Bienal de Ibiza, Museo de Arte Contemporaneo, Ibiza
- 1977: Retrospektive, Forum bildender Künstler, Essen
- 1977: Kunstübermittlungsformen vom Tafelbild bis zum Happening. Die Medien der bildenden Kunst, Neue Nationalgalerie, Berlin[13]
- 1980: Kunst in Berlin 1930–1960, Berlinische Galerie, Berlin
- 1985: Galerie des Lichts, Berlin
- 1988: Retrospektive, Zitadelle Spandau, Berlin
- 1988: Neue Sammlungen, Berlinische Galerie, Berlin
- 1989: Photographie als Photographie, Berlinische Galerie, Berlin[14]
- 1990: Abwesenheit. Fotogramme und die Kunst des 20. Jahrhunderts, Kunsthaus Zürich, Zürich[15]
- 1991: Interferenzen: Kunst aus Westberlin: 1960–1990, Lettisches Nationales Kunstmuseum, Riga
- 1998: Lichtseiten, Berlinische Galerie, Berlin
- 2010: Fotografische Verfahren, Kunstmuseum Moritzburg, Halle
- 2016: NATURE MORTE, Museum of Contemporary Art of Crete, Kreta[16]
- 2017: Transparenz und Reflektion: 100 Jahre Kurt Wendlandt, Galerie Eirmos, Thessaloniki[17][18]
- 2020: Material-Erkundungen, European Month of Photography (EMOP), Galerie Johanna Breede Photokunst, Berlin[19][20]

## Publikationen
Als Autor (Auswahl)
- Elisa (zusammen mit Elfi Wendlandt), Herold, 1960.
- Fumo, der Rauchgeist (zusammen mit Elfi Wendlandt), Parabel Verlag, 1962.
- Die drei Königreiche, Sellier, 1971.
- Beiträge zu Integralen Weltsicht. Vol. VI., Internationale Jean Gebser Gesellschaft, Schaffhausen (Hrsg.), Willi Schlichter Atelier, 1986.
- Die „Ent - Rüstung“ der Athene. Die Entfaltung des menschheitlichen Bewußtseins, Druckerei Fuhl & Hornung, 1999.

Als Illustrator (Auswahl)
- Grimms Märchen, Gebrüder Grimm/Otto Hohenstatt, Schweizer Volksbuchgemeinde, 1950.
- Sidelights on Modern America, Helene Voigt und Helene Kirchhoff, Cornelsen Verlag, 1952.
- Die Lederstrumpf-Erzählungen, Karl May, Droemer Verlag, 1954.
- Die versunkene Insel, Noble Edward und Heinrich Hecke, Verlag Carl Ueberreuter, 1954.
- Der Fliegende Pfeil, Fritz Steuben, Franckh-Kosmos, 1955.
- Kommodore Hornblower auf allen Meeren, Cecil Scott Forester, Verlag Carl Ueberreuter, 1956.
- Märchen, Otto Hohenstatt, Union Deutsche Verlagsgesellschaft, 1959.
- Ano lebt in der Tundra, Anna Dobrinskaja, Parabel Verlag, 1962.
- Ben Ali und seine Herde, Karl Friedrich Kohlenberg, Union Deutsche Verlagsgesellschaft, 1963.
- Märchen aus Tausendundeine Nacht, Walter Bauer, Union Deutsche Verlagsgesellschaft, 1963.
- David in der heiligen Nacht, Urs Markus, Obpacher Verlag, München, 1964.
- Die Nachtigall, Hans Christian Andersen, Broschek Verlag, Hamburg, 1969.
- Der Kaiser und der Kleine Mann, Rudolf Otto Wiemer, Steinkopf, 1972.